# Enver Gjokaj
Enver Leif Gjokaj (* 12. února 1980 Orange County, Kalifornie, USA) je americký filmový a televizní herec. K jeho významným rolím patří postavy Victora ve sci-fi seriálu Dům loutek a Daniela Sousy v seriálech Agent Carter a Agenti S.H.I.E.L.D.

## Životopis
Gjokaj se narodil v Orange County v Kalifornii. Jeho otec je Albánec, matka Američanka. Gjokaj má dva bratry: staršího Bekima a jednovaječné dvojče Demira. Enver Gjokaj navštěvoval se svým bratrem Amadorskou střední školu v Sutter Creek v Kalifornii a během studia hrál v několika hrách a varietních vystoupení. Gjokaj poté vystudoval magisterský herecký program Newyorské univerzity na Tisch School of the Arts. Během pobytu v New Yorku byl semifinalistou programu Vilar Global Fellows Program na Tischově škole. V roce 2002 získal bakalářský titul z angličtiny na Kalifornské univerzitě v Berkeley.

## Kariéra
V začátcích své herecké kariéry se Enver Gjokaj objevil v televizním filmu Filthy Gorgeous (2006) a měl také roli v televizním seriálu The Book of Daniel (2006). Hostoval rovněž v epizodách seriálů Zákon a pořádek: Zločinné úmysly či The Unit. Objevil se také například ve filmech The Express: The Ernie Davis Story či Oko dravce.
Dne 26. března 2008 bylo oznámeno, že Gjokaj vyhrál konkurz na hlavní roli Victora v seriálu Dům loutek. Jeho postava, jejíž skutečné jméno je Anthony Ceccoli, je „loutka“ v Domě loutek, která prostřednictvím procesu otisku vzpomínek získává více osobností. Gjokajův bratr Demir hrál v seriálu v jednom díle druhé řady.
V roce 2012 získal Gjokaj patent na zaostřovací systém pro filmové kamery. V roce 2019 se Gjokaj objevil v seriálu Emergence jako agent FBI Ryan Brooks.
Gjokaj se několikrát objevil v sérii Marvel Cinematic Universe. V roce 2012 se představil ve filmu Avengers jako newyorský policista. Hrál také ve dvou řadách seriálu Agent Carter (2015–2016), v němž ztvárnil agenta Daniela Sousu. Tuto roli si zopakoval v poslední řadě seriálu Agenti S.H.I.E.L.D.

## Filmografie

### Filmy
| Rok  | Film                               | Role               |
| ---- | ---------------------------------- | ------------------ |
| 2007 | Spinning Into Butter               | Greg Sullivan      |
| 2008 | The Express: The Ernie Davis Story | Dave Sarette       |
| 2008 | Oko dravce                         | dálkový pilot      |
| 2009 | Tale of the Tribe                  | Micah              |
| 2010 | Past                               | mladý Jack         |
| 2011 | Eden                               | Eddie              |
| 2012 | Avengers                           | policista Saunders |
| 2012 | Would You Rather                   | Lucas              |
| 2014 | Lust for Love                      | Jake               |
| 2016 | Come and Find Me                   | Alexander          |
| 2019 | 3022                               | Vincent Bernard    |

### Televize
| Rok       | Název                                     | Role                     | Poznámky                                          |
| --------- | ----------------------------------------- | ------------------------ | ------------------------------------------------- |
| 2006      | Filthy Gorgeous                           | Mirash                   | televizní film                                    |
| 2006      | The Book of Daniel                        | David                    | 3 díly                                            |
| 2006      | Po stopách 11. září                       |                          | minisérie                                         |
| 2007      | The Unit                                  | Lloyd                    | díl: „Binary Explosion“                           |
| 2008      | Zákon a pořádek: Zločinné úmysly          | Peter Gardela            | díl: „Ten Count“                                  |
| 2009      | Poslední cesta                            | desátník Arenz           | televizní film                                    |
| 2009–2010 | Dům loutek                                | Victor / Anthony Ceccoli | hlavní role; 26 dílů                              |
| 2010      | Anatomie lži                              | seržant Jeff Turley      | díl: „React to Contact“                           |
| 2010      | Šerifové z Texasu                         | Carson Puckett           | díl: „Havoc“                                      |
| 2010      | Mr. & Mrs. Bloom                          | Novak Hincir             | díl: „Funny Money“                                |
| 2011      | Zpátky do školy                           | Lukka                    | díl: „Custody Law and Eastern European Diplomacy“ |
| 2011      | Lovci zločinců                            | Lazlo Jogorov            | díl: „Witness“                                    |
| 2012      | Hawaii 5-0                                | Marku                    | díl: „Pa Make Loa“                                |
| 2012      | Dexter                                    | Viktor Baskov            | 2 díly                                            |
| 2013      | Zákon a pořádek: Útvar pro zvláštní oběti | Michael Provo            | díl: „Beautiful Frame“                            |
| 2013      | Vegas                                     | Tommy Stone              | 5 dílů                                            |
| 2013      | Witches of East End                       | Mike                     | 4 díly                                            |
| 2013      | Živí mrtví                                | Pete Dolgen              | díl: „Dead Weight“                                |
| 2014–2015 | Rizzoli & Isles: Vraždy na pitevně        | Jack Armstrong           | 4 díly                                            |
| 2014      | Extant                                    | Sean Glass               | 6 dílů                                            |
| 2015–2016 | Agent Carter                              | Daniel Sousa             | hlavní role; 18 dílů                              |
| 2017–2018 | Closer: Nové případy                      | Hunt Sanford             | 2 díly                                            |
| 2018      | Kevin (Probably) Saves the World          | Milk Carton (hlas)       | díl: „Caught White-Handed“                        |
| 2019      | Zelenáč                                   | Donovan                  | 3 díly                                            |
| 2019      | Emergence                                 | agent Ryan Brooks        | 5 dílů                                            |
| 2020      | Agenti S.H.I.E.L.D.                       | Daniel Sousa             | vedlejší role; 10 dílů                            |